# ツォイバン

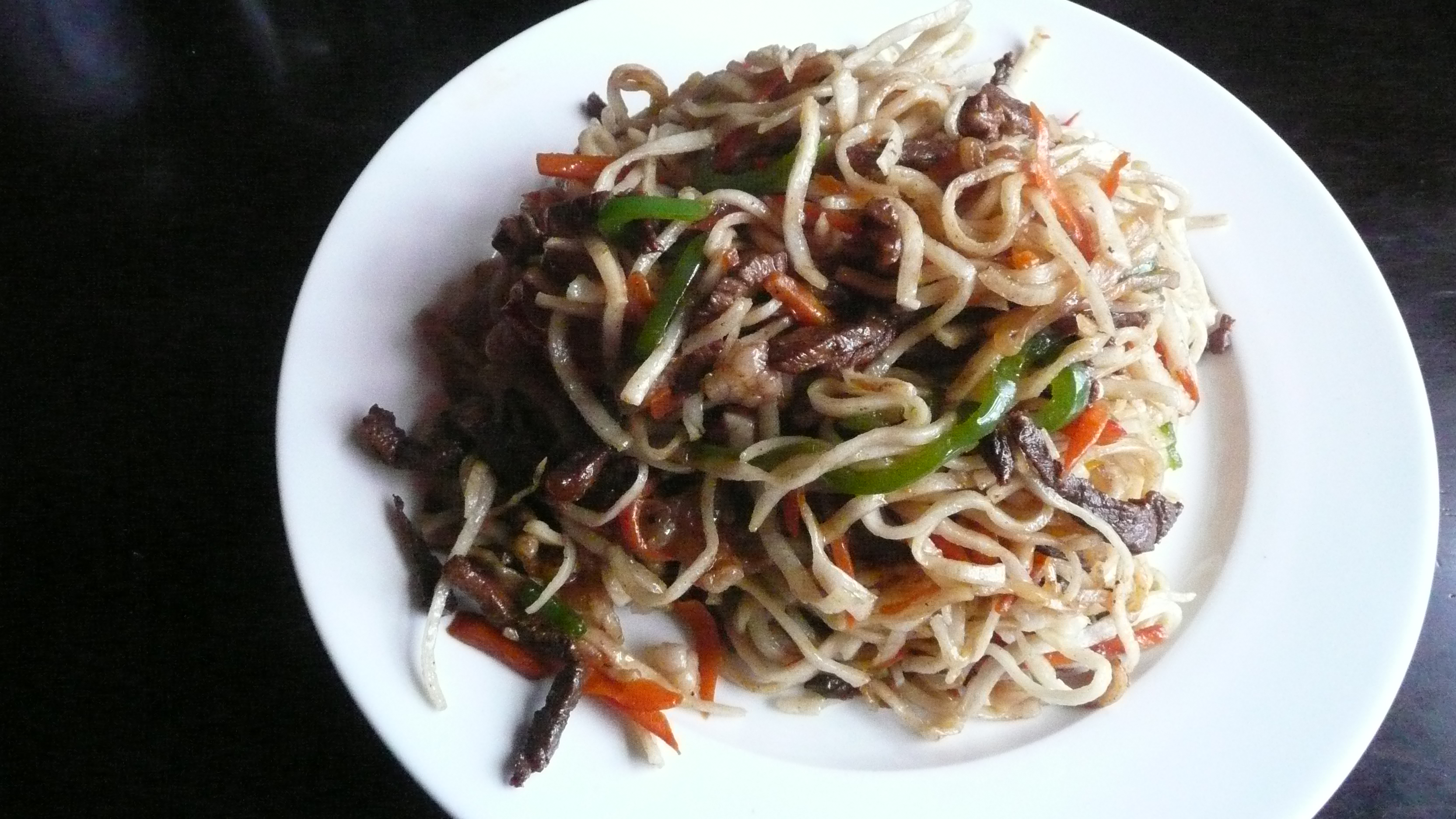
牛肉と野菜のツォイワン

ツォイワン（モンゴル語：цуйван、ᠴᠤᠶᠢᠪᠢᠩ、tsuivan）とは、モンゴル料理の一つで、肉や野菜を油で炒め、麺も入れてから、蒸して、さらに焼く料理である。

## 調理法
ツイバンの調理は、新鮮な肉（一般的にはラム肉や牛肉）を選び、それを小さな切れ端に切ることから始まる。肉は熱い油で焼かれ、風味と美味しい焼き色を得る。その後、季節や好みに応じて様々な種類の野菜が加えられる。一般的な野菜には、ニンジン、玉ねぎ、パプリカ、ジャガイモなどがある。
野菜が軽く調理された後、手作りの新鮮なヌードルが加わる。これらは通常、小麦粉と水から作られ、この料理の中心的な要素となっている。ヌードルは、肉や野菜と一緒に鍋に入れられ、出汁や水をかけて蒸し煮される。この工程により、ヌードルは柔らかく風味豊かになり、肉や野菜の香りを吸収する。
ヌードルが蒸し上がった後、料理は短時間グリルされて、パリッとした食感を得る。これにより、ツイバンは独特の風味と魅力的な食感を持つようになる。